# Paulus IV van Constantinopel
Paul IV of Paulus IV (Grieks: Παύλος Δ΄) was korte tijd patriarch van Constantinopel, namelijk van het jaar 780 tot 784, jaar van zijn dood.
Hij groeide op in Cyprus en volgde de kerkpolitiek van het iconoclasme. 
Later in zijn leven matigde hij deze visie, omdat hij het bloedvergieten afkeurde dat gepaard ging met iconoclasme. Zijn gematigde visie was ook deze van de regerende Byzantijnse keizer Leo IV. Kort na de benoeming van Paul tot patriarch (780) stierf de keizer plots. Zijn weduwe Irene werd de nieuwe vorstin. Zij was manifest voor iconenverering. Patriarch Paul steunde voorzichtig de nieuwe richting van iconenverering. Hij drong aan op een concilie en op de benoeming van de leek Tarasius om dit alles te leiden. Vervolgens trok hij zich om gezondheidsredenen terug in een klooster aan de Gouden Hoorn, waar hij stierf in 784.
Hij is heilig verklaard in de orthodoxe kerken omwille van zijn steun aan de iconenverering op het einde van zijn leven.